# 만달라 스타디움
만달라 스타디움(인도네시아어: Stadion Mandala)은 인도네시아 파푸아 주 자야푸라에 위치한 다용도 경기장이다. 대부분은 축구 경기가 펼쳐진다. 페르시푸라 자야푸라의 홈 구장으로 사용되고 있으며 30,000명을 수용할 수 있다.

## 같이 보기
- 페르시푸라 자야푸라
- 자야푸라